# Ашхабадская улица (Реутов)
Ашхаба́дская улица — одна из первых улиц в северной части Реутова.

## Расположение
Ашхабадская улица начинается от улицы Дзержинского с примыканием Железнодорожной. Далее слева следуют примыкания Больничного проезда и Новой улицы. Заканчивается улица на перекрёстке с улицами Парковой и Победы, переходя в проспект Мира.

## История
Дорога на Крутицы отмечена на карте 1768 года. В 1881 году фабричный посёлок был обнесён деревянным забором, так появились Крутицкие ворота.
В ноябре 1924 года Вокзальная улица стала одной из первых в Реутово. С 1925 по 1930 год фабрика была передана Туркменской ССР. В 1925-28 годах на улице построено общежитие для туркмен-практикантов, ставшее седьмой казармой для рабочих. Дом был известен как Атабаевка.
18 октября 1974 года, в честь 50-летия Туркменской ССР, исполком Реутовского городского совета принял решение переименовать улицу в Ашхабадскую. В Ашхабаде Дехканская улица была названа улицей Реутово.

## Примечательные здания и сооружения
По чётной стороне:
- Здание бывшей молельни 1790 года постройки. В 1990-е надстроена мансарда (16/1)

## Транспорт
- Железнодорожная станция Реутово
- Станция метро Новокосино

С ноября 2024 года у рынка был введён первый участок платной парковки.